# Die Katze von Paris
Die Katze von Paris (Originaltitel: Une vie de chat, deutsch etwa „Ein Katzenleben“) ist ein Zeichentrickfilm des französischen Studios Folimage aus dem Jahr 2010. Regie führten Alain Gagnol und Jean-Loup Felicioli.
Der Film war bei der Oscarverleihung 2012 in der Kategorie „Bester animierter Spielfilm“ nominiert. 2011 erhielt er eine Nominierung für den César in der Kategorie „Bester Animationsfilm“.

## Handlung
Der Kater Dino ist tagsüber ein liebes Haustier der kleinen Zoe. Nachts arbeitet er mit dem Einbrecher Nico zusammen. Eines Nachts folgt ihm Zoe, deren Mutter bei der Polizei arbeitet und auf der Suche nach dem Mörder ihres Ehemannes ist. Dieser will mithilfe seiner Schergen und Zoes Haushälterin, die ihre dunkle Seite vor ihrer Arbeitgeberin geheim hält, eine Kostbarkeit in Paris stehlen. Dabei geraten Zoe und die Verbrecher eines Nachts aneinander und lediglich Dino und Nico können dem kleinen schweigsamen Mädchen zur Flucht verhelfen. Danach freundet sie sich auch mit Nico an, doch geraten die Helden erneut in Gefahr, als die Gauner sie und Zoes Mutter bedrängen. Es folgt ein Showdown auf der Kathedrale von Notre Dame, wofür Nico und Dino all ihren Mut und ihre Geschicklichkeit brauchen.

## Kritik
Die New York Times bezeichnete den Film als eine animierte, kindgerechte Version eines Thrillers im Stile von Alfred Hitchcock oder Roman Polański. Der Film sei sowohl kindgerechter, als auch nervenaufreibender als vergleichbare amerikanische Blockbuster.